# Eadric Cild
Eadric Cild ou Eadric le Sauvage (Eadric the Wild en anglais, Eadric Silvaticus en latin) est un propriétaire terrien anglais du milieu du XIe siècle. Après la conquête normande de l'Angleterre, il se révolte contre Guillaume le Conquérant avant de se soumettre à lui.

## Biographie
Eadric est le fils d'un certain Ælfric, qui pourrait être un frère ou un neveu de l'ealdorman de Mercie Eadric Streona. Bien qu'il soit difficile de l'identifier à l'un ou l'autre des propriétaires terriens nommés Eadric qui apparaissent dans le Domesday Book, il est certain qu'il possède des terres dans le Shropshire et le Herefordshire, deux comtés de l'ouest des Midlands.
Eadric se révolte une première fois contre l'autorité de Guillaume le Conquérant en 1067 et s'allie avec le prince gallois Bleddyn ap Cynfyn pour ravager le Herefordshire. Quelques années plus tard, il participe à la révolte de grande ampleur contre Guillaume qui prend place dans le nord de l'Angleterre. Toujours allié avec Bleddyn, il s'empare de la ville de Shrewsbury, mais le château lui résiste. Une armée dirigée par le roi lui-même repousse les rebelles vers Chester. Pardonné par Guillaume, Eadric participe à sa campagne contre l'Écosse en 1072.

## Légendes
L'écrivain du XIIe siècle Gautier Map rapporte une légende concernant Eadric. D'après lui, il aurait épousé une fée, et leur fils Alnoth, paralytique, aurait été guéri en priant saint Æthelberht à Lydbury North.
Susan Reynolds considère que les nobles révoltés comme Eadric sont l'une des sources possibles de la légende de Robin des Bois.